# 三輪秀一

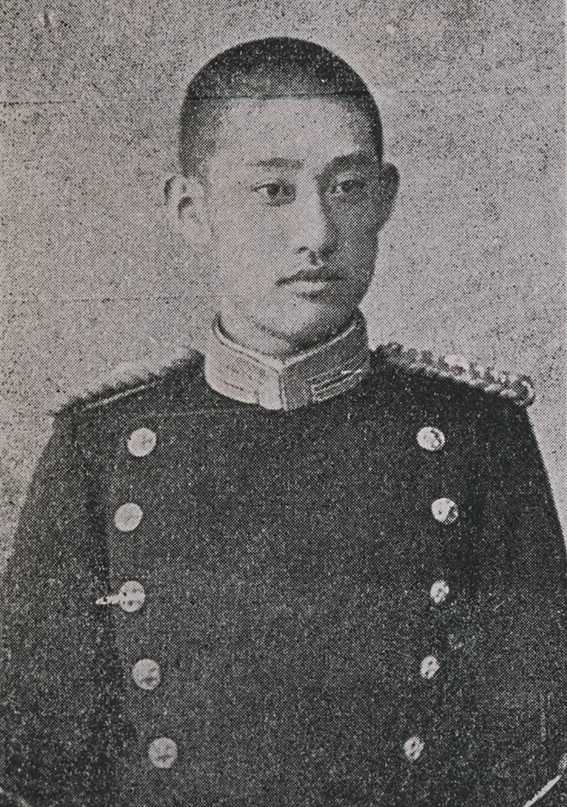
三輪秀一（1900年）

三輪 秀一（みわ ひでいち、1873年（明治6年）10月10日 - 1921年（大正10年）7月26日）は、日本の陸軍軍人。第11師団参謀長を務め、シベリア出兵の際戦死を遂げる。階級は陸軍少将功四級に至る。妻は仁田原重行陸軍大将の娘。

## 経歴
山口県出身の三輪は陸軍士官学校に入り、1896年（明治29年）11月26日士官候補生第8期として卒業、1897年（明治30年）6月28日陸軍歩兵少尉に任官される。同期には軍事参議官兼教育総監渡辺錠太郎大将・内閣総理大臣林銑十郎大将らがいる。
中尉進級後の1903年（明治36年）8月3日陸軍大学校に入学するが、三輪の属する第20期生は日露戦争期であったため1904年（明治37年）2月9日一時中退し1906年（明治39年）3月20日復校、三輪は歩兵大尉任官を経て1908年（明治41年）11月30日卒業する。その後歩兵将校として累進し、1918年（大正7年）7月24日歩兵大佐進級と共に歩兵第4連隊長を命ぜられる。
1920年（大正9年）2月21日、第11師団参謀長を拝命し師団はシベリア出兵に参加するが、1921年（大正10年）7月、ザバイカル方面で作戦従事中に戦死を遂げ、同日付けで陸軍少将に進級した。

## 栄典
- 1897年（明治30年）10月15日 - 正八位[6]
- 1899年（明治32年）12月26日 - 従七位[7]